# Pieśni Bilitis

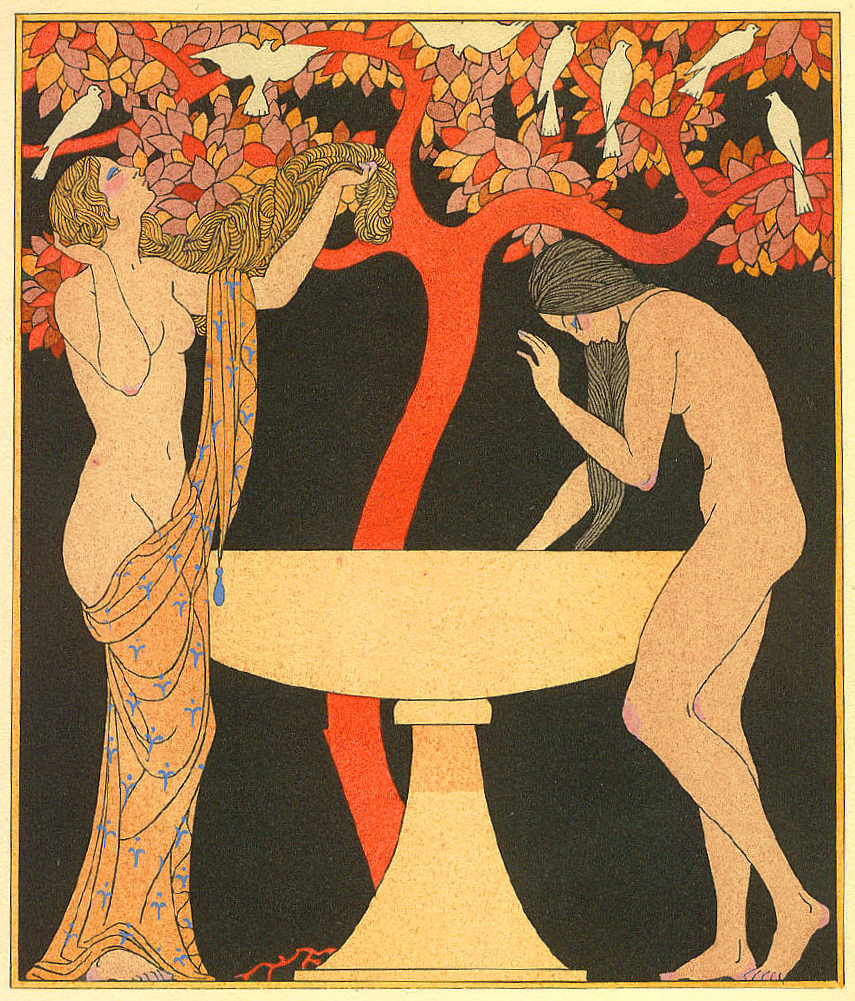
Illustracja dla francuskiego wydania książki z 1922 r.

Pieśni Bilitis (fr. Les Chansons de Bilitis) – kolekcja lesbiańskiej erotycznej poezji wydana w Paryżu w 1894 r. napisana przez Pierre’a Louÿsa.
Według Louÿsa rzekoma Bilitis była uczennicą Safony, autorką poezji i pieśni miłosnych. W rzeczywistości nie istniała; prawdziwym autorem Pieśni Bilitis okazał się sam Pierre Louÿs, francuski autor erotyki, który w zbiorze poezji dokonał mistyfikacji – odmówił autorstwa i twierdził, że był jedynie tłumaczem dzieł, załączając nawet wymyśloną przez siebie biografię Bilitis, opis odkrycia jej fikcyjnego grobu przez fikcyjnego archeologa, a nawet listę dalszych, „nieprzetłumaczonych” jej utworów. Przez wiele lat jednak, do czasu analizy zbioru przez literaturoznawców, większość czytelników, a nawet niektórzy krytycy i tłumacze (np. Jean Bertheroy) byli pod wrażeniem, że jest to zbiór oryginalnej greckiej poezji.
Utwory te zostały wydane w Polsce 1920, w przekładzie Leopolda Staffa, i w roku 2010 w przekładzie Roberta Stillera. Staff nie odniósł się do mistyfikacji, choć prawdopodobnie o niej wiedział; dopiero Stiller opisał historię tej książki w przedmowie do swojego tłumaczenia.
Do części utworów z wydanego pod koniec XIX w. zbiór erotycznych wierszy Louysa, muzykę skomponował Claude Debussy, a w roku 1932 w Polsce – Roman Maciejewski.
Od imienia Bilitis wzięła swą nazwę pierwsza organizacja lesbijek w Stanach Zjednoczonych – Daughters of Bilitis (Córki Bilits). Najprawdopodobniej zbiór poezji Pieśni Bilitis stał się także inspiracją do filmu Davida Hamiltona – Bilitis (1977).